# Trang phục Ai Cập cổ đại

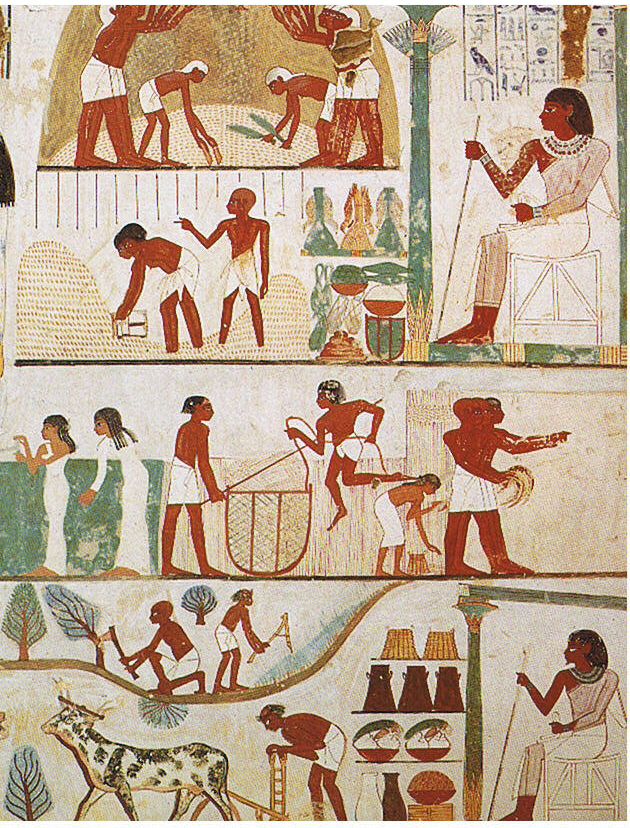
Trang phục của nam và nữ thuộc các giai cấp khác nhau. Ảnh trên tường mộ của tư tế Nakht (thời vua Thutmose IV)

Trang phục Ai Cập cổ đại chỉ đến những trang phục từ thời Đồ đá mới (trước 3100 TCN) đến cuối thời kỳ cai trị của nhà Ptolemaios (năm 30 TCN) trong lịch sử Ai Cập cổ đại. Những bộ trang phục này rất đa dạng màu sắc, thường được tô điểm bởi những món đồ trang sức quý giá. Chúng không chỉ đẹp mà còn rất thoải mái và mát mẻ, được thiết kế cho phù hợp với khí hậu khô cằn của sa mạc.

## Vật liệu

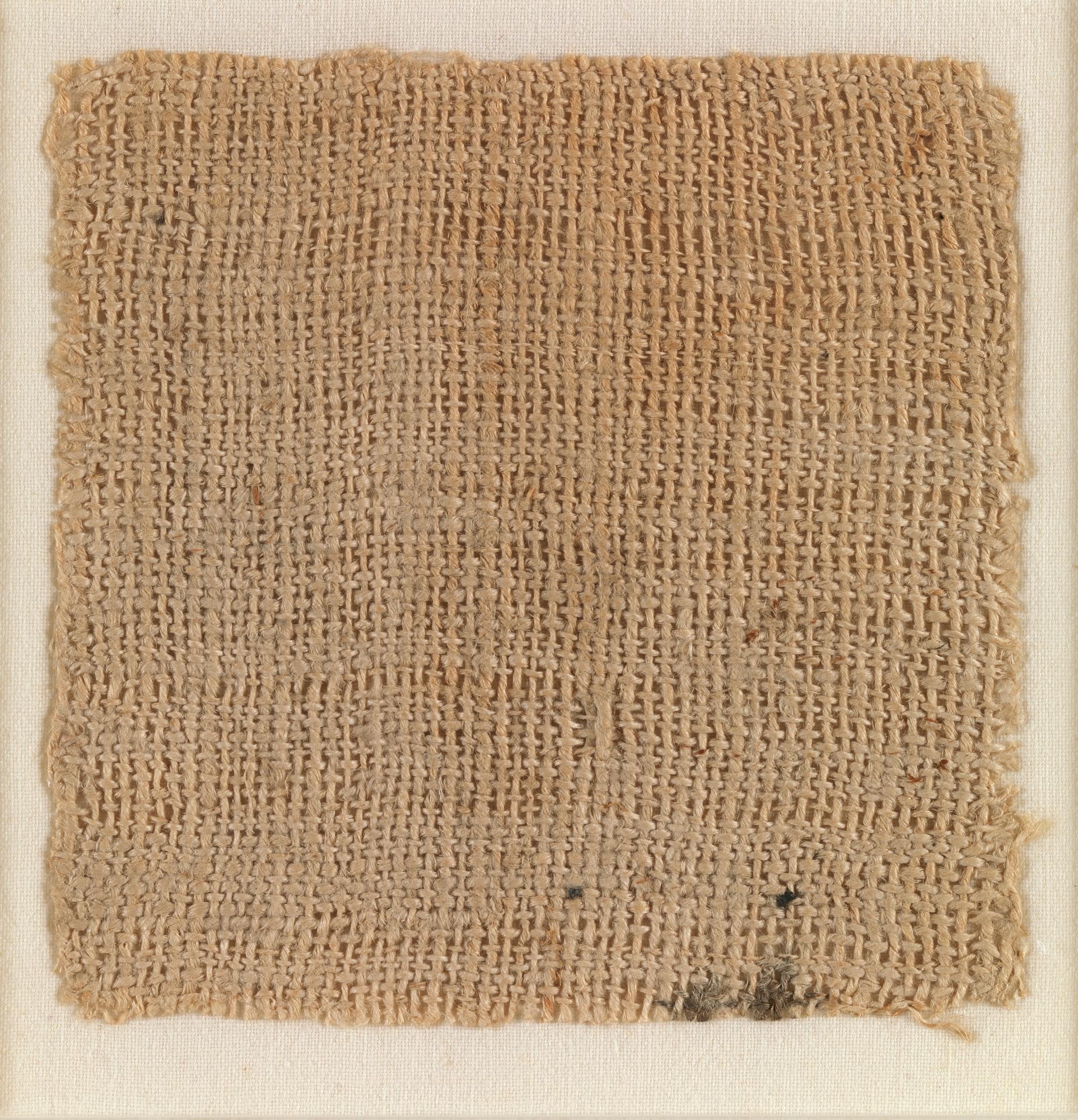
Mẫu vải lanh lấy từ một ngôi mộ ở Saqqara

Vải lanh là loại vật liệu phổ biến nhất trong thời kỳ Ai Cập cổ đại. Nó giúp mọi người cảm thấy thoải mái, dễ chịu trong cái nóng gay gắt của vùng cận nhiệt đới. Vải lanh được sản xuất bằng cách kéo sợi từ thân cây lanh. Sau khi thu hoạch, lanh được ngâm trong nước cho đến khi mềm nhũn. Những sợi lanh sau đó được kéo thành các sợi và đem đi dệt thành vải, cây càng non sẽ cho ra sợi chỉ càng tốt. Vải lanh sẽ được đem phơi nắng để làm phai màu của nó, tạo ra một thứ vải lanh màu trắng rất thịnh hành vào thời bấy giờ. Người giàu sẽ sử dụng loại vải có chất lượng tốt. Thuốc nhuộm từ các loài cây cỏ cũng được sử dụng nhưng màu trắng vốn có của vải vẫn được giữ lại.
Các công đoạn kéo sợi, dệt may là những kỹ thuật rất quan trọng đối với xã hội Ai Cập, đặc biệt là đối với phụ nữ. Cung nữ, tần phi trong hoàng gia cũng được chỉ dạy những kỹ năng này để phục vụ cho mục đích thương mại, trong khi những người phụ nữ ở các tầng lớp thấp hơn sẽ tự may những bộ quần áo cho gia đình của họ và đem đi trao đổi hàng hóa.
Len cũng được biết đến và được sử dụng để may áo choàng, nhưng bị cho là thứ dơ bẩn, không trong sạch. Sử gia Hy Lạp Herodotos đã chép rằng, không có bất kỳ loại vật phẩm nào làm từ động vật được mặc vào khi bước vào các đền thờ. Len và áo choàng làm từ da báo của các đại tư tế không phải là ngoại lệ. Vì vậy, các tư tế khi vào trong đền thờ chỉ mặc trang phục làm từ vải lanh và đi dép sandal làm từ cây cói giấy.

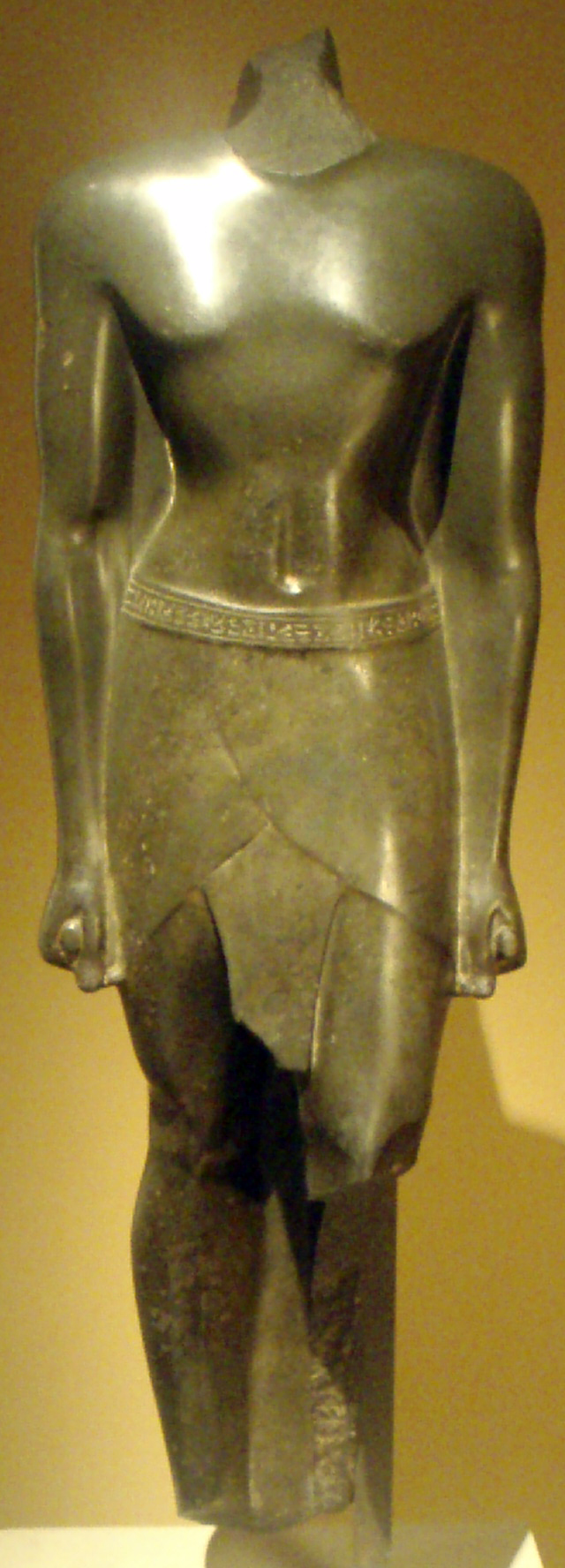
Váy shendyt của đàn ông Ai Cập cổ đại

## Đàn ông
Trang phục của nam giới rất đơn giản, gọi là shendyt, chỉ là một cái váy quấn quanh thắt lưng, đôi khi được xếp ly hoặc chụm về phía trước và thường để mình trần. Váy shendyt thời kỳ Cổ vương quốc rất ngắn, sang thời kỳ Trung vương quốc, nó dài hơn, có khi phủ cả mắt cá chân.
Những người đàn ông (kể cả phụ nữ) thuộc tầng lớp quý tộc thường khoác lên mình một áo choàng mỏng có ống tay dài bằng vải lanh và được xếp li. Dây thắt lưng của họ thường được gắn thêm những tua rua để trang trí. Vào cuối thời kỳ này, một chiếc khố hình tam giác được mặc bên trong lớp váy ngoài.
Một điều đặc biệt là đàn ông lúc bấy giờ lại có ý thức về thời trang hơn cả phụ nữ. Từ những bức phù điêu trên các ngôi mộ, người ta có thể ước lượng rằng, có hơn 40 kiểu loại trang phục dành cho đàn ông.

## Phụ nữ

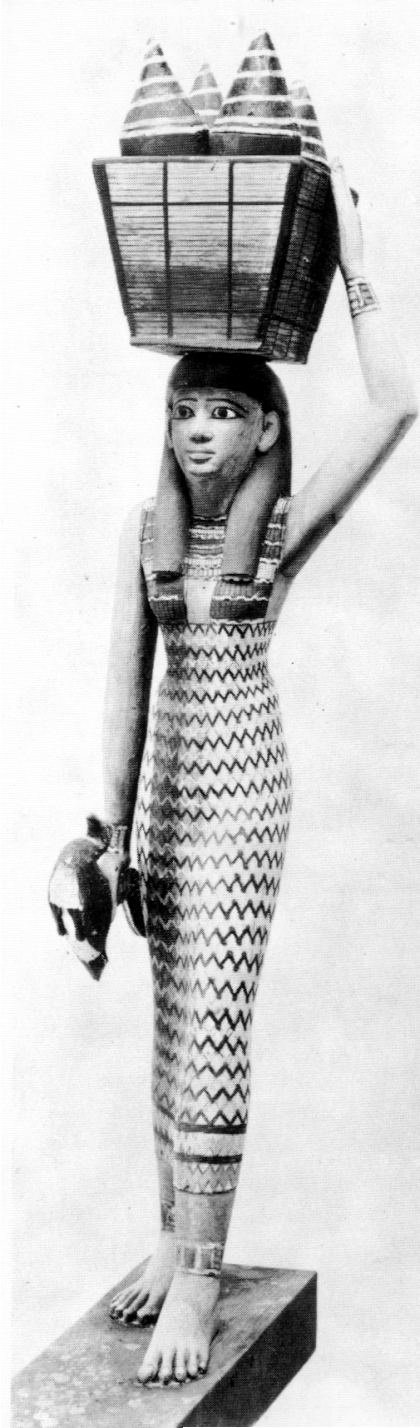
Váy kalasiris của phụ nữ Ai Cập cổ đại

Trong suốt thời kỳ cổ đại, phụ nữ Ai Cập chủ yếu chỉ mặc một loại váy bó sát cơ thể, gọi là kalasiris. Một mảnh vải dài sẽ được gấp và khâu lại tạo thành một cái váy ống, kéo dài từ trên mắt cá chân cho đến dưới hoặc trên ngực. Một cái váy kalasiris thường có một hoặc hai dây để giữ trên vai. Phụ nữ Ai Cập xưa kia không coi việc để ngực trần là điều khiếm nhã.
Phụ nữ (kể cả đàn ông) thường đeo nhiều vòng hạt trên cổ hoặc đơn giản là những chiếc khăn quàng đầy màu sắc, và cũng mặc một áo choàng bằng vải lanh với hình thức tương tự như đàn ông.
Trong các tác phẩm nghệ thuật, váy kalasiris thường được mô tả là bó sát vào cơ thể của người phụ nữ, kể cả khi họ quỳ hoặc ngồi. Thực tế là vải lanh có độ giãn. Vì vậy, trang phục bằng vải lanh sẽ có xu hướng rộng thùng thình chứ không phải ôm sát cơ thể như trong nghệ thuật.

## Trẻ con
Những đứa trẻ đều không mặc gì đến khi lên 6 tuổi. Lúc này chúng mới được mặt trang phục như của người lớn. Kiểu tóc phổ biến của những đứa trẻ, dù trai hay gái, là chỉ thắt một bím tóc bên phải, trong khi bên trái thường cạo sạch. Mặc dù khi còn nhỏ, trẻ con không phải mặc quần áo, nhưng chúng vẫn được cha mẹ đeo những vòng trang sức trên cổ, tay và chân.

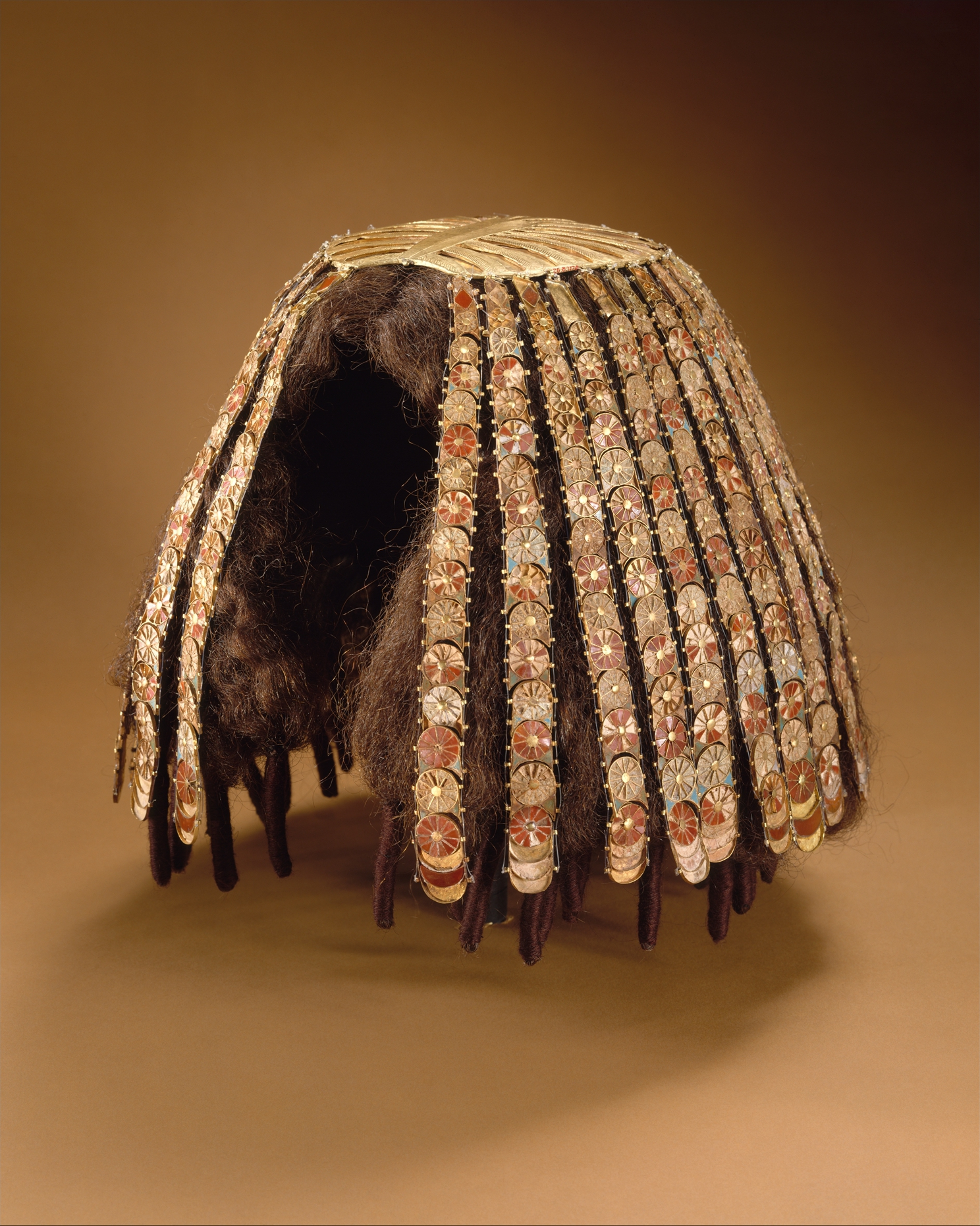
Một bộ tóc giả

## Tóc giả
Tóc giả rất được ưa chuộng bởi cả nam và nữ, nhất là trong giới quý tộc và hoàng gia. Người Ai Cập tin rằng, lông tóc sẽ làm họ trông ít sạch sẽ hơn. Vì thế, họ thường cạo sạch tóc trên người và sử dụng tóc giả. Phụ nữ thường để tóc ngắn ngang cằm và đội một bộ tóc giả bên ngoài. Không chỉ để làm đẹp, chúng còn có một chức năng thực tế hơn, đó là ngăn ngừa chấy rận. Mỡ thơm được đặt lên những bộ tóc giả để tạo hương thơm cho chúng.
Thú vị là tóc giả lại được làm chủ yếu từ tóc thật, đôi khi xen lẫn các sợi len hay sợi từ thực vật. Chúng được xoắn thành các lọn và xếp thành những dải dài, sau đó dùng sáp ong hoặc nhựa cây; thuốc nhuộm đem được sử dụng để tạo những mái tóc màu đen bóng. Tóc giả được thiết kế cho mọi độ tuổi, giới tính và các tầng lớp trong xã hội.

## Giày dép

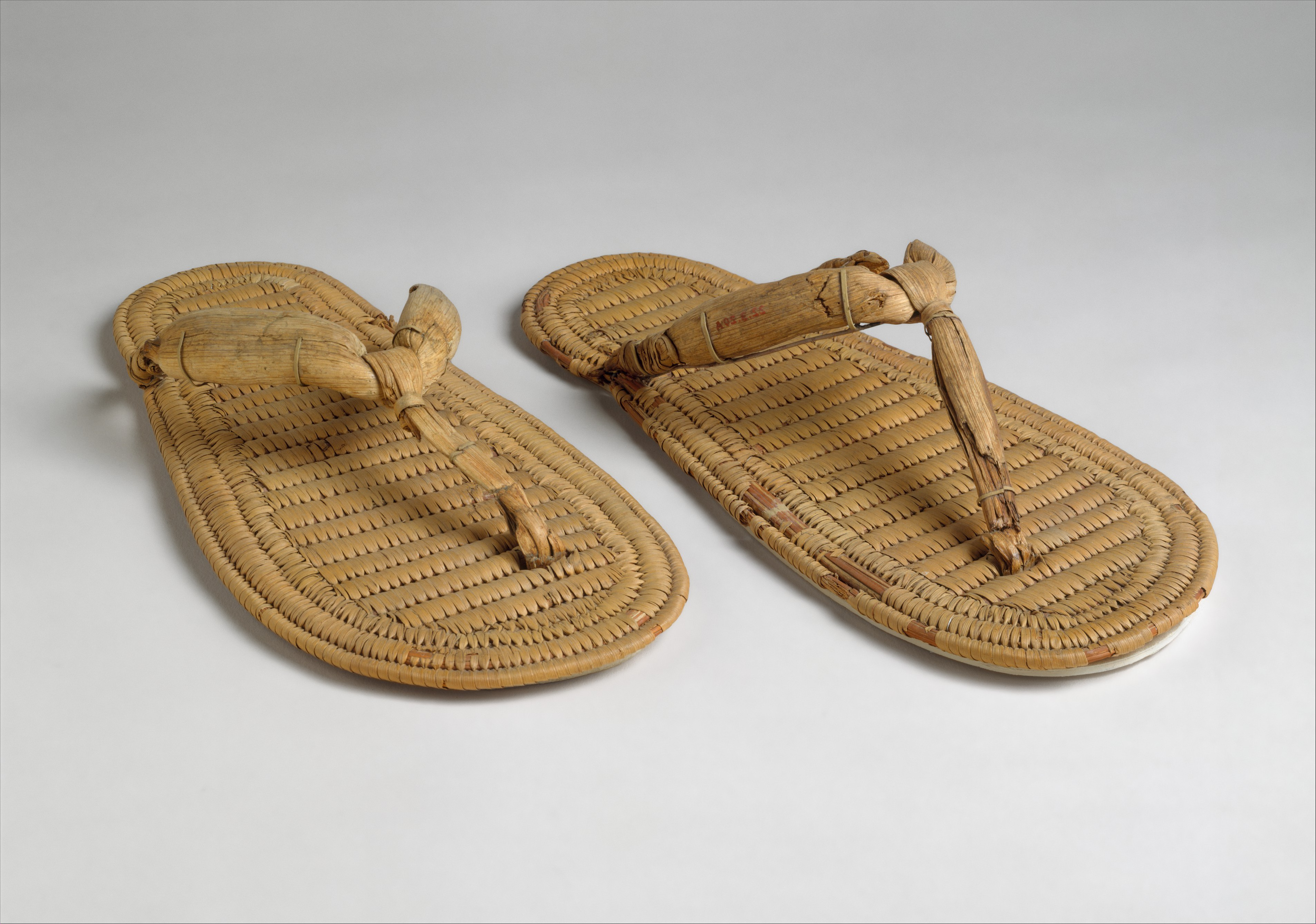
Một đôi dép đan từ cói giấy

Dép thường được làm từ da của động vật hoặc đan từ sợi cói. Cũng có nhiều đôi dép được làm bằng vàng, nhưng thường được làm để chôn theo người chết. Nhưng người Ai Cập đa số đều đi chân trần. Dép được mang vào những dịp đặc biệt hoặc khi chân của họ bị thương.
Vua và các hậu phi thường đi những đôi dép được trang trí rất công phu, nhưng đa phần cũng đều đi chân trần. Nhiều đôi dép bằng gỗ được tìm thấy trong mộ của pharaon Tutankhamun, trên đó khắc hình của những kẻ thù, ám chỉ hình ảnh nhà vua sẽ giẫm nát bọn họ.

## Trang sức
Đồ trang sức rất phổ biến ở Ai Cập cổ đại, bất kể tầng lớp xã hội nào, vì chúng cũng được xem là bùa hộ mệnh. Chúng là những thứ như bông tai, dây chuyền, vòng đeo tay chân và nhẫn. Số lượng đồ trang sức của một cá nhân thường chỉ ra vị trí xã hội và mức độ giàu có của họ. Trang sức bằng vàng và các loại đá quý được dành cho những người có địa vị cao quý; trong khi những người nghèo thường đeo những trang sức bằng gốm nhiều màu.
Các pharaon và những thành viên trong hoàng gia tự phân biệt mình với dân thường bằng những món trang sức khá lộng lẫy, đặc biệt, chúng đều được trang trí với uraeus - biểu tượng uy quyền của nhà vua.
Vàng được khai thác với số lượng lớn, tập trung tại vùng sa mạc phía đông hoặc đến từ Nubia. Bạc được cho là khá hiếm đối với người Ai Cập bởi vì chúng được nhập từ bên châu Á. Vì thế mà bạc lại quý hơn vàng. Những loại đá bán quý như carnelian, jasper hay thạch anh tím được khai thác từ các mỏ đá ở sa mạc phía đông; trong khi quặng đá ngọc lam nằm ở bán đảo Sinai và ngọc lưu ly xanh thẫm lại nằm ở vùng Afghanistan xa xôi. Thủy tinh và sứ cũng được ưa thích vì chúng có thể chế tác ra những món trang sức đa dạng sắc màu.

## Mỹ phẩm

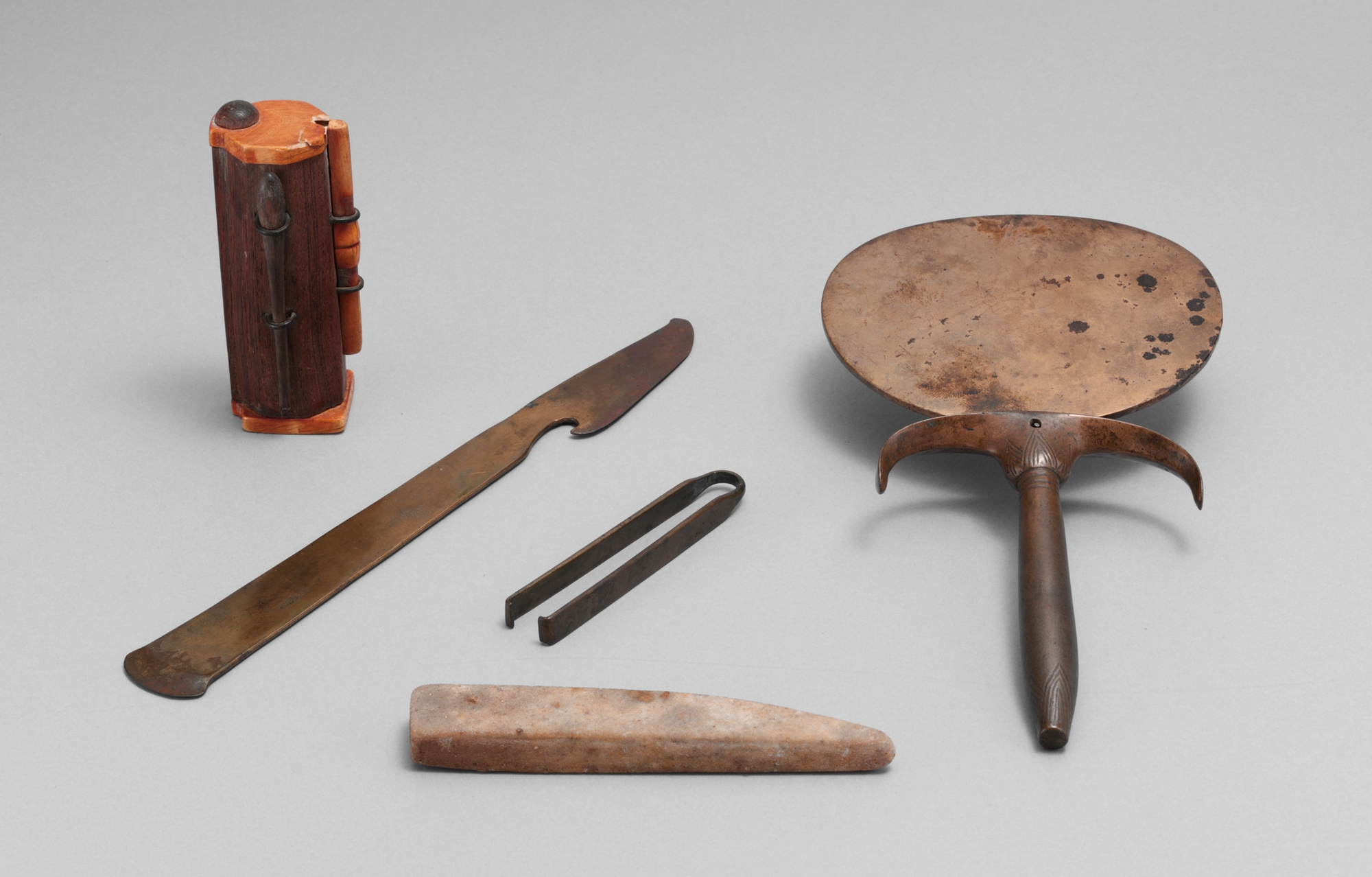
Bộ trang sức của phụ nữ. Từ trái sang: hộp chì kẻ mắt kohl, dao cạo, nhíp, đá mài và gương soi

Dụng cụ trang điểm được cất giữ trong rương đồng và được tìm thấy trong các ngôi mộ, bao gồm những lọ nhỏ đựng bột phấn hoặc thuốc mỡ và nhiều vật dụng khác như dao cạo, gương soi... Cả nam và nữ đều trang điểm, mục đích là bảo vệ da khỏi những tác hại từ khí hậu sa mạc.
Kẻ mắt đen là một trong những điểm dễ nhận biết nhất về thời trang của Ai Cập cổ đại. Họ sẽ nghiền nát galen để tạo thành bột kohl màu đen dùng để kẻ lông mi và lông mày, nhằm giảm cường độ ánh sáng của mặt trời tới mắt và xua đuổi côn trùng mang mầm bệnh. Muối sản sinh từ cơ thể kết hợp với bột chì sẽ tạo ra hợp chất NO sẽ làm tăng hệ miễn dịch cho cơ thể, ngăn ngừa nhiễm trùng ở vùng mắt. Mí mắt thường được tô bằng phấn màu xanh lá, được sử dụng từ bột đá malachit.
Màu đỏ hồng của bột thổ hoàng (hay đất son) được dùng làm phấn má và son môi. Móng tay được sơn từ nhựa của cây móng tay.